# Aloeides pallida
The Giant Copper (Aloeides pallida) là một bướm ngày thuộc họ Lycaenidae. Loài này có ở Nam Phi.
Sải cánh từ 30–39 mm đối với con đực và 34–45 mm đối với con cái. Cá thể trưởng thành mọc cánh từ tháng 10 đến đầu tháng 1 hoặc đầu tháng 8 đối với các phụ loài chỉ định. Mỗi năm loài này có một thế hệ . Ấu trùng của ssp. pallida và jonathani ăn các loài Aspalathus species. Ấu trùng của ssp. grandis là thức ăn của trophallaxis, kiến Lepisota capensis. Chúng cũng ăn trứng của các loài kiến này.

## Phân loài
- Aloeides pallida pallida (West Cape to East Cape và phía bắc to the Orange Free State)
- Aloeides pallida grandis Tite & Dickson, 1968 (các núi trên Paarl và Franschhoek phía bắc đến núi Gydo và phía đông đến Garcia’s Pass)
- Aloeides pallida littoralis Tite & Dickson, 1968 (coastal fynbos from Hermanus to Knysna in the West Cape)
- Aloeides pallida jonathani Pringle, 1987 (montane fynbos in the Kammanassie Mountains in the West Cape)
- Aloeides pallida juno Pringle, 1994 (Fynbos in the East Cape)
- Aloeides pallida liversidgei Pringle, 1994 (Baviaanskloof Mountains in the East Cape)